# Chieuti
Chieuti (albanès Qefti) és un municipi italià, dins de la província de Foggia. L'any 2021 tenia 1.563 habitants. És un dels municipis on viu la comunitat Arbëreshë. Limita amb els municipis de Campomarino (CB), San Martino in Pensilis (CB), Serracapriola. Està situat al territori dels antics frentans.

## Evolució demogràfica
Fonts: fonts ISTAT i Tuttitalia.

## Administració
| Període   | Identitat               | Partit        | Ref.  |
| --------- | ----------------------- | ------------- | ----- |
| 1994-1998 | Angela Fiadino Pensato  | -             | [ 3 ] |
| 1998-2007 | Matteo Ionata           | Llista cívica | [ 3 ] |
| 2006-2017 | Lucia Antonietta Dardes | Llista cívica | [ 3 ] |
| 2017-     | Diego Iacono            | Llista cívica | [ 3 ] |